# Juan Antonio Delgado Ramos
Juan Antonio Delgado Ramos, né le 18 mars 1971, est un homme politique espagnol membre de Podemos.
Il est élu député de la circonscription de Cadix à la suite des élections générales de décembre 2015.

## Biographie

### Enfance
Né à San Fernando le 18 mars 1971, il est le dernier de sept frères et sœurs. Son père, Lope Delgado Espinosa, est maçon et sa mère, María Ramos Braza, est femme au foyer. Il grandit dans le quartier ouvrier de La Ardila où il réalise ses études secondaires.

### Profession
Il intègre la garde civile en 1992 à l'âge de 21 ans et est alors affecté à Barcelone où il reste jusqu'en 2002. Il devient membre de l'Association unifiée des gardes civils (AUGC). Devenu un membre important à l'intérieur du syndicat, il propose en 2010 de mener une opération humanitaire à Haïti à la suite d'un tremblement de terre. Il recueille et distribue, avec sept autres agents, plus de 60 tonnes de ressources de première nécessité.

### Activités politiques
Il fait partie de la liste présentée par Pablo Iglesias pour les primaires visant à désigner les têtes de liste en vue des élections générales de décembre 2015 et se met en retrait de sa profession, touché par une incompatibilité.
Finalement investi dans la circonscription de Cadix derrière la journaliste Noelia Vera, il est élu au palais des Cortes après que la liste a obtenu 130 734 suffrages et deux des neuf sièges en jeu. Il siège alors comme porte-parole adjoint à la commission de l'Intérieur et deuxième secrétaire de la commission de la Défense. Il siège aussi comme membre suppléant de la députation permanente.
Il est de nouveau candidat lors des élections anticipées de juin 2016 et conserve son siège au Congrès des députés. Il devient alors porte-parole à la commission de la Défense, premier secrétaire de la commission de l'Intérieur et inscrit à la commission mixte de la Sécurité nationale. Il conserve aussi sa place à la députation permanente.